# FGF14
FGF14 (англ. Fibroblast growth factor 14) – білок, який кодується однойменним геном, розташованим у людей на короткому плечі 13-ї хромосоми. Довжина поліпептидного ланцюга білка становить 247 амінокислот, а молекулярна маса — 27 702.
| 10         |  | 20         |  | 30         |  | 40         |  | 50         |
| ---------- |  | ---------- |  | ---------- |  | ---------- |  | ---------- |
| MAAAIASGLI |  | RQKRQAREQH |  | WDRPSASRRR |  | SSPSKNRGLC |  | NGNLVDIFSK |
| VRIFGLKKRR |  | LRRQDPQLKG |  | IVTRLYCRQG |  | YYLQMHPDGA |  | LDGTKDDSTN |
| STLFNLIPVG |  | LRVVAIQGVK |  | TGLYIAMNGE |  | GYLYPSELFT |  | PECKFKESVF |
| ENYYVIYSSM |  | LYRQQESGRA |  | WFLGLNKEGQ |  | AMKGNRVKKT |  | KPAAHFLPKP |
| LEVAMYREPS |  | LHDVGETVPK |  | PGVTPSKSTS |  | ASAIMNGGKP |  | VNKSKTT    |

A: Аланін

C: Цистеїн

D: Аспарагінова кислота

E: Глутамінова кислота

F: Фенілаланін

G: Гліцин

H: Гістидин

I: Ізолейцин

K: Лізин

L: Лейцин

M: Метіонін

N: Аспарагін

P: Пролін

Q: Глутамін

R: Аргінін

S: Серин

T: Треонін

V: Валін

W: Триптофан

Кодований геном білок за функцією належить до факторів росту. 
Задіяний у такому біологічному процесі, як альтернативний сплайсинг. 
Локалізований у ядрі.